# وست‌پورت
وست‌پورت (انگلیسی: Westport) شرکت فناوری کانادایی است، که در سال ۱۹۹۵ تأسیس شد.